# Pontenet
Pontenet, est une localité et une ancienne commune suisse du canton de Berne, située dans l'arrondissement administratif du Jura bernois. Elle fait désormais partie de la commune fusionnée de Valbirse.

## Histoire
De 1797 à 1815, Pontenet a fait partie de la France, au sein du département du Mont-Terrible, puis, à partir de 1800, du département du Haut-Rhin, auquel le département du Mont-Terrible fut rattaché. Par décision du congrès de Vienne, le territoire de l’ancien évêché de Bâle fut attribué au canton de Berne, en 1815.
Le 22 septembre 2013, le projet de fusion avec les communes de Bévilard, Malleray, Sorvilier et Court est refusé à la suite du rejet de cette dernière. Un nouveau vote de fusion avec Bévilard et Malleray est accepté le 18 mai 2014. La commune de Valbirse voit le jour le 1er janvier 2015.

## Géographie
Le village de Pontenet se situe à 741 m d'altitude dans la vallée de Tavannes. Par rapport aux plus proches agglomérations, il se trouve à vol d'oiseau à 10 km au sud-ouest de Moutier et 11 km au nord de Bienne.

## Transports
- Sur la ligne ferroviaire Sanceboz-Sambeval – Moutier (– Solothurn)
- Sortie Autoroute A16 (en canstructian)